# Świętajny
Świętajny (pronunciación en polaco: /ɕfjɛnˈtajnɨ/; en alemán: Schwentainen) es un pueblo en el distrito administrativo de Gmina Olsztynek, dentro del Distrito de Olsztyn, Voivodato de Varmia y Masuria, en el norte de Polonia. Se encuentra aproximadamente 4 kilómetros al oeste de Olsztynek y 28 kilómetros al sudoeste de la capital regional, Olsztyn.
Hasta 1945, el área era parte de Alemania (Prusia Oriental).